# ライトノベルの楽しい書き方
『ライトノベルの楽しい書き方』（ライトノベルのたのしいかきかた）は、本田透による日本のライトノベル。イラストは桐野霞が担当している。略称は「ラノたの」。GA文庫（ソフトバンククリエイティブ）より2008年2月から2012年1月まで刊行された。2010年公開で実写映画化された。

## あらすじ
主人公、与八雲はふとしたきっかけからクラスメイトにして学園一の美少女、流鏑馬剣（やぶさめ つるぎ）が実は新人ライトノベル作家であることを知ってしまう。そして、八雲はライトノベル作家としてデビューこそしたものの、スランプにおちいっていた流鏑馬剣に協力することになるのだった。

## 登場人物
与 八雲（あたえ やくも）
本作の主人公。私立南堂学園1年の男子生徒。16歳だというのに、あまり恋愛に興味がなく面倒だと思っており、初恋すら経験したことがなかった。流鏑馬剣のことは以前から「綺麗な生物」と認識していたものの、別に恋愛感情を抱いてはいなかった。だが、剣の作家活動に協力するため、お試しで付き合い始めてから少しずつ価値観が変わってきている。大の海産動物好きで、クラゲやウミウシなどを可愛いという独特の感性を持つ。曰く「深海と宇宙は男の浪漫」とのこと。もっとも、八雲自身は生物のいない宇宙を好いているわけではなく、単に深海が好きなことを強調する表現として宇宙を並べたに過ぎない。将来の夢は「海の生き者博士」。ただし、本人にも具体的にその夢の形が見えていない。というのも、たとえ無脊椎動物で理論的には痛みを感じないとしてもウミウシなどの解剖ができず、標本などを研究したいわけではないから。むしろ八雲としては、生きている海の生物を守り、愛したいと思っている。
流鏑馬 剣（やぶさめ つるぎ）
本作の主人公。私立南堂学園1年で八雲のクラスメイト。美人（ただし目つきが凶悪）でスタイルもよく、スポーツも万能。小柄でもない八雲より少しだけ身長が高い。特に格闘技においては非凡な才能を有しており、幼い頃熊と戦い、しかも勝利している。ただ、本人は「可愛い女の子」に憧れており、格闘技に優れていることに対し、逆にコンプレックスすら抱いている。中学生の頃に姫宮美桜（ひめみや みお）のペンネームにより処女作、「まほぴよっ!」でライトノベル作家デビューした期待の新人。文才はそれなりにあるようだが、「自分の体験したことしか書けない」という弱点を持っており、よくスランプに陥る。また、父親は非常に厳格な人物であり、娘がライトノベル作家になることをゆるすはずもないので、剣がライトノベル作家であることは秘密となっており、顔出しもしていない。「作家特有」の妄想癖と素直になれない性格のおかげで、焼き餅を焼いたり八雲の真意を試そうとしたりしては、事を悪い方向へ持って行ってしまう。
市古 ゆうな（いちご ゆうな）
私立南堂学園1年で八雲の隣のクラスに所属する女子生徒。石切清麿の調査によれば、学園内のランキングで「萌え部門」1位。「ぽんぽん」のペンネームでイラストレーターをしており、剣の書いたライトノベルに可愛らしいイラストを入れている。ドジっ娘であがり症、口癖は「はわわわ…」。押しが弱く、気が弱いと思われがちで、現にそう思われているが意思の強いところがあり、譲らない点については譲らない。サメに襲われたときにうろたえながらも冷静な判断をしたり、剣の代役として聴衆の前で話をするなど、逆境に強いところがある。その容姿、性格ともに剣の理想をほとんどそのまま投影しており、ときおり剣は自分と比較し鬱々としている。一方で市古は「使えない」自分にコンプレックスを抱きつつ剣にあこがれていて、その気持ちのすれ違いから大げんかしたりしつつも、いつの間にか無二の親友となった。
与 心夏（あたえ ここな）
八雲の従姉。「放談社」という出版社に勤務しており、剣の担当でもある。愛称は「ココナツ」、「なっち」などで、怒ったときの口癖は「がおっ」。とうに成人しているのだが、どうみても中学生程度にしか見えない。編集者としては非常に有能。自分の経験したことしか書けない、とスランプにおちいった剣に対し、「自分の従弟である八雲とお試しで付き合ってみたら?」と言ったのがこの物語の始まりであった。趣味はケータイ小説を読むこと。八雲の実家であるカレーショップ、「あたえや」に下宿している。
与 こゆり（あたえ こゆり）
八雲の妹。中学校の2年生で、落ち着いた兄に対して活発な性格。普段は「あたえや」でウェイトレスをしている。「あたえや」の家庭料理じみた味付けのカレーを愛しており、母であるまるみに「家のカレーの味を変えないで」と頼んでいる。奥手で、恋愛に興味を持っていなかった八雲が剣と付き合いだしたことに不満を持っており、ことあるごとに剣に突っかかっているが、夏祭りの一件で剣にも心を開き、和解した。剣を「剣ちゃん」と呼び慕っている。
与 まるみ（あたえ まるみ）
八雲とこゆりの母親。カレーショップ「あたえや」を経営し、女手ひとつで八雲とこゆりを育ててきた。非常にのんびり、ゆったりした性格をしており、「あたえや」ではどんなアクシデントがあっても、まるみの「あらあら」と笑うだけで解決してしまう。ドジっ子でまともに仕事ができないゆうなを平気で雇い続けたりと、かなり人間の大きなところがある。
石切 清麿（いしきり きよまろ）
八雲のクラスメイト。意図不明かつ中途半端なロン毛が特徴的。アニメ研究会所属で戦略シミュレーションゲーム好きであり、また校内の女子のパラメーターをつけたりと、かなり趣味が広い。海産動物好きの八雲とはたまに話がかみ合わないが、仲良くやっている。かなり気弱だが心優しい性格で、3巻からはなぜかモテ期が到来している。
鷹峰 多々湖（たかみね たたこ）
3巻から本格的に登場した、放談社MO文庫の天才作家。彼女も心夏の担当。「渚のヤマトナデシコ人魚」で第一回MO文庫新人賞の大賞を獲ってデビューし、いきなり20万部越えのヒットを飛ばした驚異的な経歴の持ち主だが、人一倍繊細な神経が災いし、インターネット上の中傷や次回作へのプレッシャーなどから現在は断筆状態。石切が、万引きしようとした男の子を優しく止めた姿を目撃して以来一目惚れしており、彼とつきあうことに。そのかいもあって家電コラムは書けるようになった。実家は京都の名家で、「タカさん」ことホークアイという名のボディガードが常に警護を務めている。京都弁が特徴的。
流鏑馬 涼牙（やぶさめ りょうが）
4巻から登場した剣の従弟。小柄でショタ顔が特徴的。幼い頃から剣の手で過激かつ徹底的に鍛えられてきたため、軽度の女性恐怖症で、特に剣の言うことには絶対に逆らえない。
流鏑馬 半次郎（やぶさめ　はんじろう）
剣の父親。範馬勇次郎に似た名前、経歴を持っているようであるが、職業は実業家で現在は海外赴任中。非常に厳格で、剣を厳しく躾けてきた。7巻後半にて日本に帰国。戸来市の再開発と自身の関係する「流鏑馬カレー」の普及のため、「あたえや」を徹底的に叩き潰し、跡地には複合タワーを建設し「流鏑馬カレー日本第1号店」を出店する計画を企てている。
流鏑馬 早苗（やぶさめ　さなえ）
涼牙の母親であり、剣の叔母に当たる人物。半次郎が海外に赴任している間の剣の保護者でもある。厳格な人柄。
水戸敷 あるみ（みとしき　あるみ）
年齢不詳、性別不明、メディアには一切登場しないという伝説の超人気ライトノベル作家。普段はSM女王様風のレザージャケットに身を包み、女装バー「ローゼンクロイツ」にてショタ系ホストを愛でるアルコール中毒者。
本名は内田イサカヱ。クラゲの研究でノーベル賞を受賞した内田章一の実の娘であり、クラゲの知識に関しては八雲と同等以上の実力を持ち、格闘技においても剣以上の実力者である。
おタネさんとおツネさん
たびたび登場しては、その都度主人公達に様々な助言をして去って行く、謎の「双子のおばあちゃんズ」。必ず二人一組で登場し、退場する際には二人の行動が戸来市の都市伝説になっているらしいと毎回語られる。最終巻でその恐るべき正体が明かされる。

## 既刊一覧
- 本田透（著） / 桐野霞（イラスト） 『ライトノベルの楽しい書き方』 ソフトバンククリエイティブ〈GA文庫〉、全10巻
  1. 2008年2月15日発売[3]、ISBN 978-4-7973-4555-1
  2. 2008年5月15日発売[4]、ISBN 978-4-7973-4850-7
  3. 2009年2月15日発売[5]、ISBN 978-4-7973-4973-3
  4. 2009年9月15日発売[6]、ISBN 978-4-7973-5592-5
  5. 2010年1月15日発売[7]、ISBN 978-4-7973-5745-5
  6. 2010年6月15日発売[8]、ISBN 978-4-7973-5971-8
  7. 2010年11月15日発売[9]、ISBN 978-4-7973-6160-5
  8. 2011年3月15日発売[10]、ISBN 978-4-7973-6303-6
  9. 2011年8月12日発売[11]、ISBN 978-4-7973-6573-3
  10. 2012年1月16日発売[12]、ISBN 978-4-7973-6786-7

## 映画
2010年12月4日に劇場公開されたBerryz工房の須藤茉麻主演によるラブコメディ映画。監督の大森研一は、本作が初の商業用長編映画である。

### キャスト
- 流鏑馬剣 - 須藤茉麻[14]
- 与八雲 - 佐藤永典[14]
- 市古ゆうな - 竹達彩奈[14]
- 与心夏 - 能登有沙[14]
- 与まるみ - 國府田マリ子[14]
- 石切清麿 - 鈴木拡樹[14]
- 与こゆり - 五十嵐令子[14]

### スタッフ
- 原作 - 本田透[14]
- 監督 - 大森研一[14]
- 脚本 - 大森研一、髙橋龍也
- 企画 - 中野隆治[14]
- エグゼクティブプロデューサー - 松橋祥司[14]、浅見敬[14]
- チーフ・プロデューサー - 加藤智行[14]
- プロデューサー - 影山二郎[14]、浅生亮平[14]
- 撮影監督 - 吉村大樹[14]
- VE - 上池惟孝[13]
- 美術装飾 - 藤井悦男[13]
- 編集 - 大森研一[14]
- 助監督 - 田口桂[13]
- 制作担当 - 村瀬正憲[13]
- 音楽監督 - 中村太一朗[14]
- 制作プロダクション - 右脳事件[13]
- 製作 - ブロスタTV[13]
- 配給 - アートポート[13]

### 主題歌
- 武川アイ（J-more）「Dreamer」[14]

### DVD
2011年3月2日に日本コロムビアから発売された。
- 本編DISC:80分
- 限定版DISC:160分。メイキング映像を収録。